# Longobardia

Byzantinische Themen in Süditalien, 10. Jahrhundert

Longobardia (altgriechisch Λογγοβαρδία, auch Λογγιβαρδία, Longibardia oder Λαγουβαρδία, Lagoubardia, altnordisch Lankparþalant) war ein byzantinischer Begriff für die von den Langobarden beherrschten Gebiete in Italien. Im 9./10. Jahrhundert war es auch der Name des Themas Longobardia, das sich in Südostitalien befand.

## Geschichte
In seiner Chronik unterscheidet Theophanes zwischen der „Großen Longobardia“ (Griechisch: Μεγάλη Λογγοβαρδία; lateinisch: Longobardia major), womit das Königreich der Langobarden in Norditalien gemeint ist, und der „Kleinen Longobardia“ (Lateinisch: Longobardia minor), womit das Herzogtum Spoleto, das Fürstentum Salerno, das Fürstentum Capua, die byzantinischen Besitzungen, und die Stadtstaaten von Neapel, Gaeta und Amalfi unter byzantinischer Oberhoheit gemeint sind.
Longobardia war auch der Name eines Themas, dass das heutige Apulien und Teile der Basilikata umfasste und dessen Hauptstadt Bari  war. Sein Ursprung ist unklar. Das Thema könnte ursprünglich eine Abtailung (Turma) des Themas Kephallenia gewesen sein, das 876 nach der Rückeroberung Baris durch die Byzantiner eingerichtet wurde, von wo aus diese größere Teile Süditaliens zurückeroberten, die sie in früheren Jahrhunderten an die Langobarden und Araber verloren hatten. Im späten 9. Jahrhundert wurde es offenbar in Personalunion mit anderen Themata des Byzantinischen Reiches verwaltet: der erste bekannte Strategos von Longobardia aus dem Jahr 891, Symbatikios, war zusätzlich der Strategos des Themas Makedoniens, Thrakiens und von Kephallenia. Einen eigenen Strategos besaß das Thema erst ab 911. Im Jahr 938 und 956 wurde es wahrscheinlich mit dem Thema Kalabrien vereinigt, woraus spätestens 965 ein festes Arrangement wurde, als beide Themen zum Katepanat Italien mit Sitz in Bari vereinigt wurden.